# Lacuna Coil
Lacuna Coil är ett italienskt metal-band som bildades 1994 i Milano och var tidigare kända under namnen Sleep of Right och Ethereal. Bandet består idag av de sex medlemmarna Cristina Scabbia (sång), Andrea Ferro (sång), Diego "Didi" Cavalotti (gitarr), Marco Biazzi (gitarr), Marco Coti Zelati (bas/keyboard) och Cristiano Mozzati (trummor). De har sedan de bildades givit ut fem studioalbum och två EP-skivor. Deras musik är inspirerad av gotiskt bildspråk, och använder sig av melodiska gitarrslingor, byter mellan ljus och mörk sång, och med vissa inslag av pop. De säger själva att det är inspirerade av bland andra Paradise Lost, Tiamat, Septic Flesh och Type O Negative.
Gruppnamnet är enligt bandets webbplats en kombination av italienska 'lacuna' (tom, blank) och engelska 'coil' (spiral), vilket kan översättas till 'tom spiral'.
Ett nionde studioalbum, Black Anima, släpptes i oktober 2019.

## Medlemmar
Nuvarande medlemmar
- Cristina Scabbia – kvinnlig sång (1996– )
- Andrea Ferro – manlig sång (1994– )
- Marco Coti Zelati – basgitarr, keyboard (1994– ), gitarr (2015–2016)
- Diego "Didi" Cavalotti – gitarr (2016– )
- Richard Meiz – trummor (2019– )

Tidigare medlemmar
- Leonardo Forti – trummor (1997–1998)
- Raffaele Zagaria – gitarr (1997–1998)
- Claudio Leo – gitarr (1997–1998; död 2013)
- Cristiano "Pizza" Migliore – gitarr (1998–2014)
- Cristiano "Criz" Mozzati – trummor (1998–2014)
- Marco "Maus" Biazzi – gitarr (1998–2016)
- Ryan Blake Folden – trummor (2014–2019)

Turnerande medlemmar
- Anders Iwers	– gitarr (1997)
- Steve Minelli – gitarr (mars – april 1998; Node, Death SS)
- Markus Freiwald – trummor (1998)
- Alice Elizabeth Chiarelli – keyboard (mars – april 1998; Alice in Darkland)
- Patrick Graziosi – gitarr (1999)
- Ryan Blade Folden	– trummor (2012-2013, 2019- )
- Daniel Sahagún – basgitarr (2014), gitarr (2016)
- Diego Cavallotti – gitarr (2016)

## Diskografi

### Studioalbum
- 1999 – In a Reverie
- 2001 – Unleashed Memories
- 2002 – Comalies
- 2006 – Karmacode
- 2009 – Shallow Life
- 2012 – Dark Adrenaline
- 2014 – Broken Crown Halo
- 2016 – Delirium
- 2019 – Black Anima
- 2025 – Sleepless Empire

### EP
- 1998 – Lacuna Coil
- 2000 – Halflife
- 2010 – Shallow Live: Acoustic at Criminal Records

### Singlar
- 2002 – "Heaven's a Lie"
- 2004 – "Lacuna Coil"
- 2004 – "Swamped"
- 2006 – "Our Truth"
- 2006 – "Enjoy the Silence"
- 2006 – "Closer"
- 2007 – "Within Me"
- 2009 – "Spellbound"
- 2009 – "I Like It"
- 2009 – "I Won't Tell You"
- 2011 – "Trip the Darkness"
- 2012 – "Fire"
- 2014 – "Die & Rise"
- 2014 – "Nothing Stands in Our Way"
- 2014 – "I Forgive (But I Won't Forget Your Name)"
- 2016 – "The House of Shame"
- 2016 – "Delirium"
- 2016 – "Ghost in the Mist"
- 2016 – "Naughty Christmas"
- 2019 – "Layers of Time"
- 2019 – "Reckless"
- 2019 – "Save Me"
- 2019 – "Bad Things (Amazon Original)"

### Samlingsalbum
- 2005 – The EPs
- 2009 – Manifesto of Lacuna Coil
- 2014 – Original Album Collection (3CD box)
- 2018 – The Presence of the Past (XX Years of Lacuna Coil) (12CD box)

### Video
- 2008 – Visual Karma (Body, Mind and Soul) (CD+DVD)
- 2018 – The 119 Show: Live in London (CD+DVD)